# Escadrille blanche

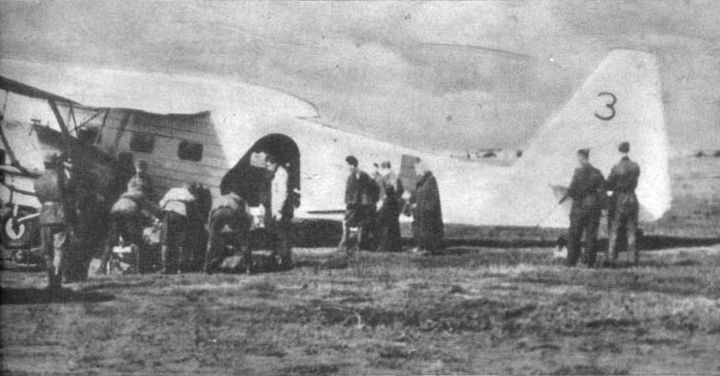
Potez 65 de l'Escadrille blanche en 1941.

L'Escadrille blanche (Escadrila Albă en roumain) est une unité de l'armée de l'air royale roumaine pendant la Seconde Guerre mondiale. Composée d'aviatrices, elle assure l'évacuation des blessés du front de l'Est de 1940 à 1944.

## Histoire
En 1939, le projet d'une unité de transport aérien militaire est soumis aux autorités par Marina Stirbei, pilote inspirée par la Lotta Svärd, une unité finlandaise d'auxiliaires féminines.
Créée le 25 juin 1940 et composée uniquement de femmes pilotes, l'escadrille assure les premiers secours et l'évacuation sanitaire des blessés du front de l'Est. Elle doit son nom à la couleur initiale des aéronefs, rapidement repeints en camouflage pour les dissimuler aux tirs ennemis.
Après avoir évacué plusieurs milliers de blessés, elle cessa totalement son activité le 25 août 1944. 

## Membres

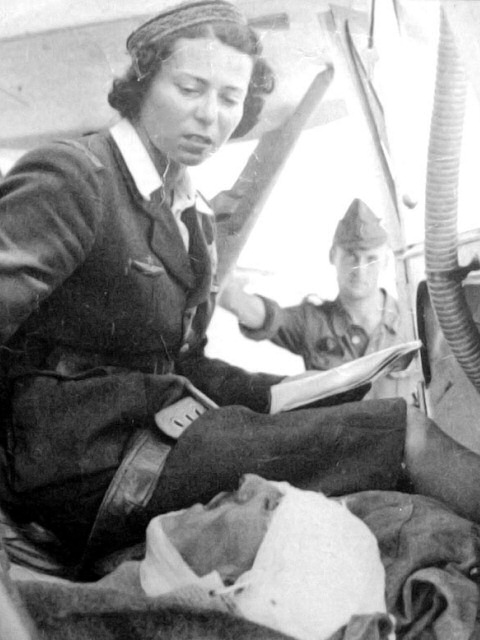
Mariana Dragescu et un blessé, septembre 1942.

- Smaranda Brăescu, première femme pilote de Roumanie, avait été championne mondiale de parachutisme en 1932 à Sacramento avant de rejoindre l'Escadrille blanche[4].
- Mariana Drăgescu, brevetée pilote en 1935, était la dernière survivante de l'escadrille lorsqu'elle s'éteignit à l'âge de 100 ans à Bucarest en 2013[5].
- Virginia Thomas
- Nadia Russo

## Suites
Les membres de l'escadrille sont poursuivies par le pouvoir communiste dans les années d'après-guerre et la mémoire de cette unité, comme les autres belligérants opposés à l'Union soviétique, est effacée de l'Histoire officielle jusqu'à la chute du communisme en 1989.